# Avenue du Colonel-Henri-Rol-Tanguy
L'avenue du Colonel-Henri-Rol-Tanguy est une voie située dans les quartiers du Montparnasse et du Petit-Montrouge du 14e arrondissement de Paris.

## Situation et accès
L'avenue du Colonel-Henri-Rol-Tanguy est desservie à proximité par les lignes 4 et 6 à la station Denfert-Rochereau.
Cette avenue a la particularité d'être extrêmement courte (50 mètres), au point de pouvoir paraître aussi large que longue. D'ailleurs, elle ne dessert que deux bâtiments, situés de part et d'autre : le bâtiment de l'administration des carrières de Paris d'un côté et le musée de la Résistance de l'autre côté. Il a tout de même été attribué deux numéros de voirie à chaque bâtiment, serait-ce pour justifier à cette voie le nom d'avenue : le 2 et le 4 d'un côté faisant face aux 1 et au 3 de l'autre.

## Origine du nom

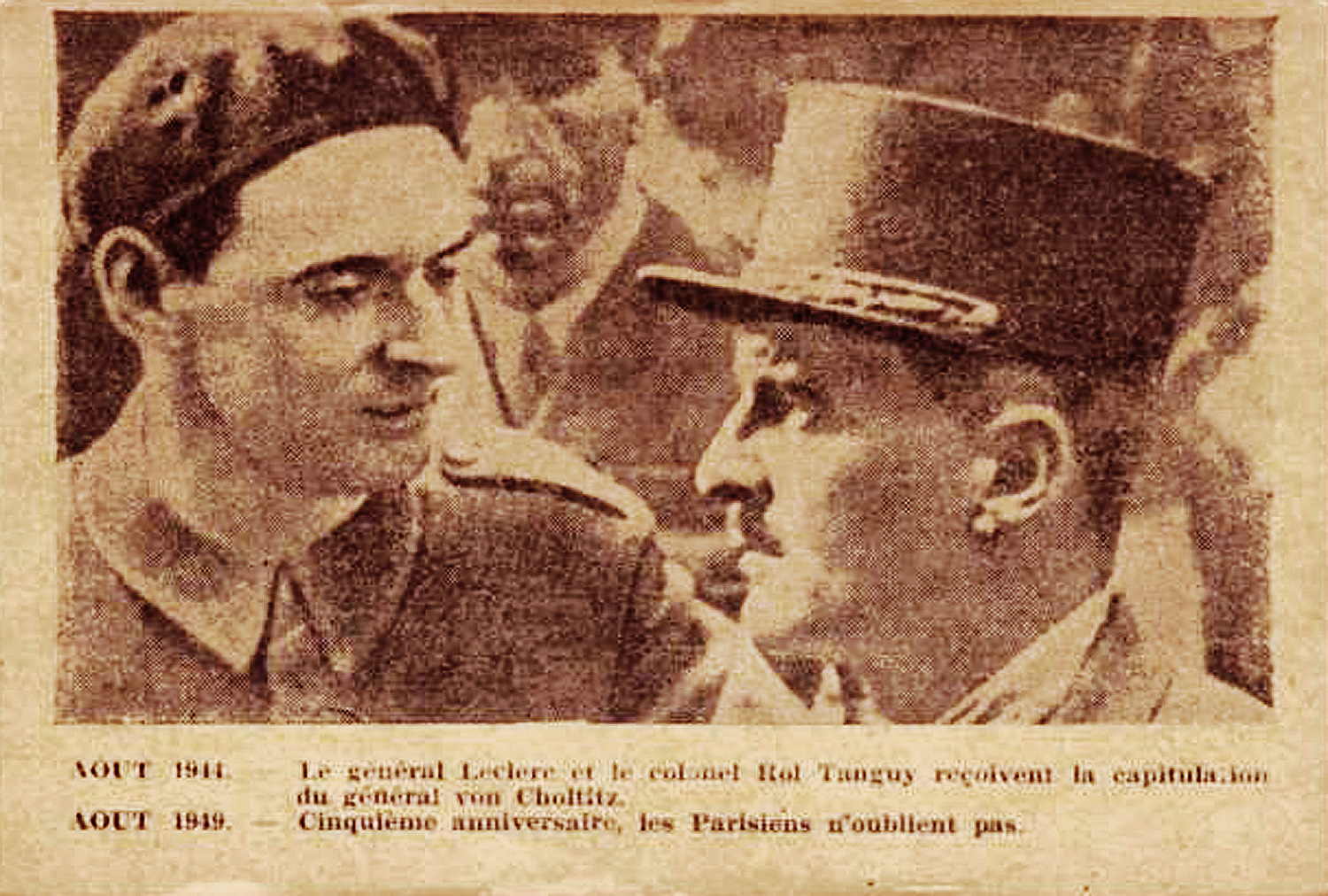
Le colonel Rol-Tanguy et le général Leclerc en 1944.

Elle porte le nom du résistant communiste, Henri Rol-Tanguy (1908-2002), qui avait mené l'insurrection parisienne lors de la libération de la capitale, en août 1944, depuis son poste de commandement situé dans les catacombes, sous la place Denfert-Rochereau.

## Historique
Il s'agit de l'ancienne portion de la place Denfert-Rochereau situé entre les deux pavillons Ledoux, qui formaient sous l'Ancien Régime l'ancienne barrière d'octroi dite « barrière d'Enfer ».
Cet espace prend en 2004, le nom d'« avenue du Colonel-Henri-Rol-Tanguy » en hommage à la présence du siège de l'état-major du colonel Rol-Tanguy, d'où furent donnés les ordres de l'insurrection parisienne, à l'occasion de la célébration du soixantième anniversaire de la libération de Paris.

## Bâtiments remarquables et lieux de mémoire

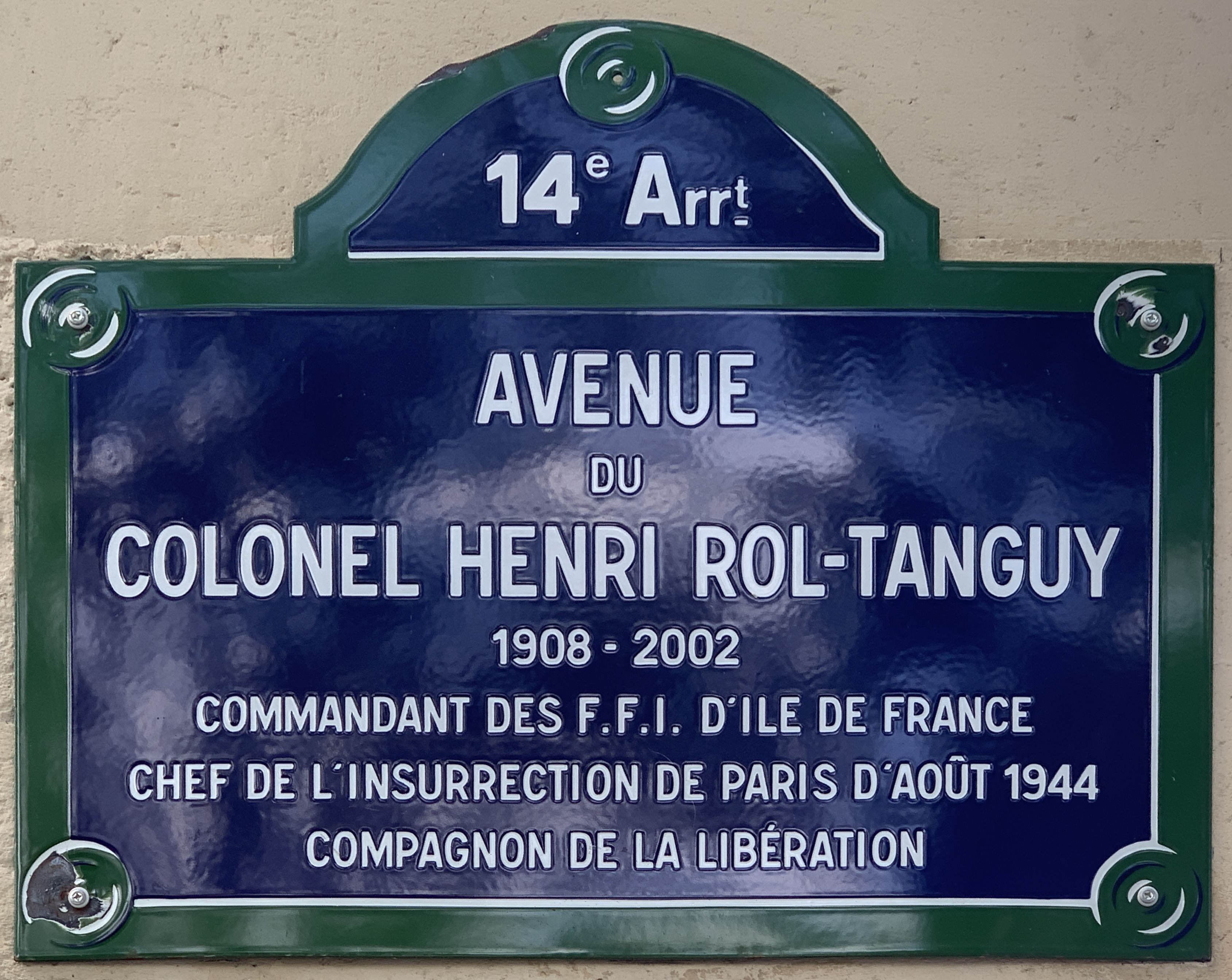
Plaque de l'avenue.
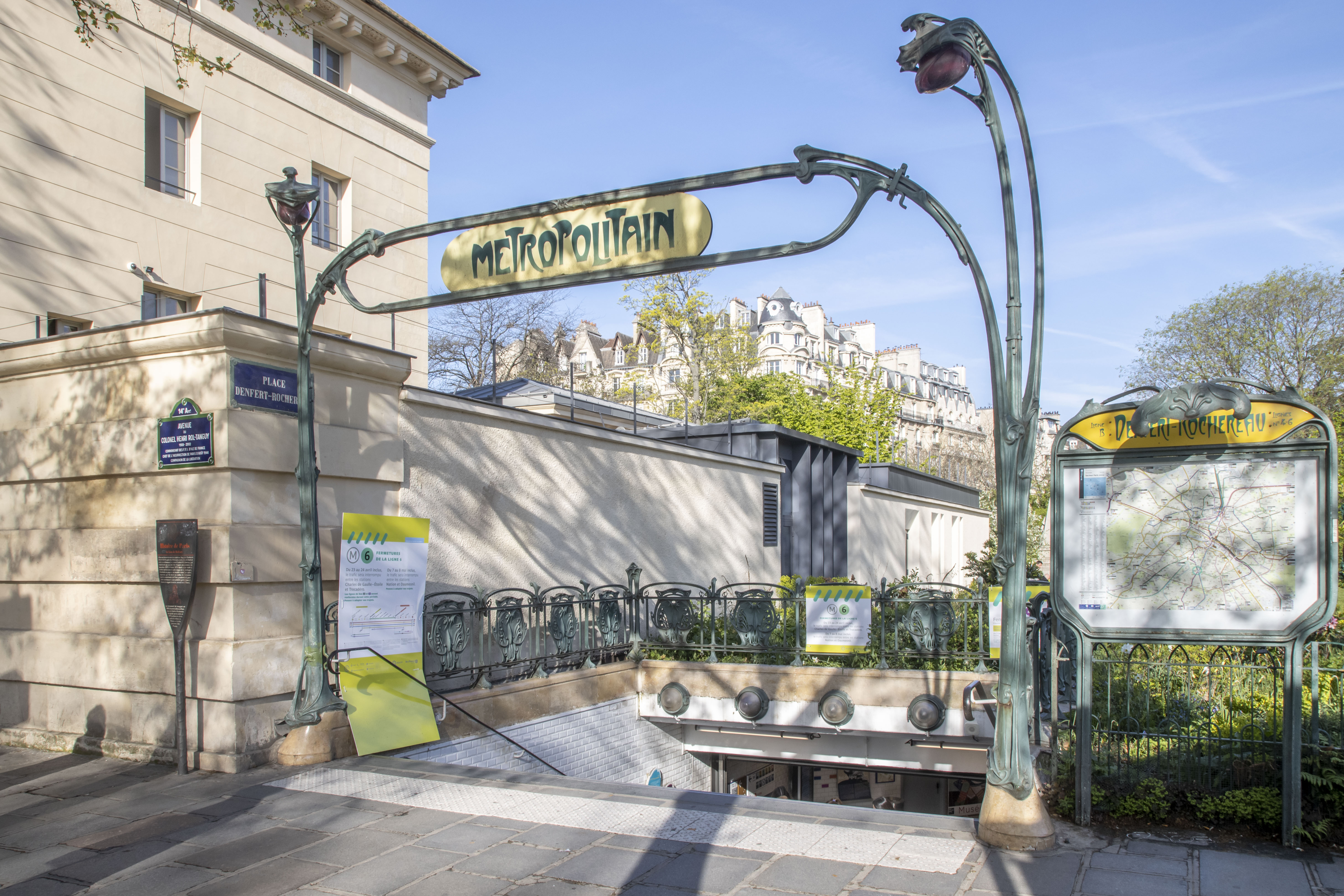
Édicule Guimard de la station de métro Denfert-Rochereau.

- Le Lion de Belfort (situé sur la place adjacente).
- L'entrée des catacombes de Paris.
- L'entrée de la station de métro située à côté du no 4 est un édicule Guimard inscrit au titre des MH[2].
- Le no 4 de la voie (pavillon ouest de Ledoux) abrite le musée de la Libération de Paris - musée du Général Leclerc - musée Jean-Moulin, inauguré le 25 août 2019 pour le 75e anniversaire de la libération de Paris.